# 二連節バス

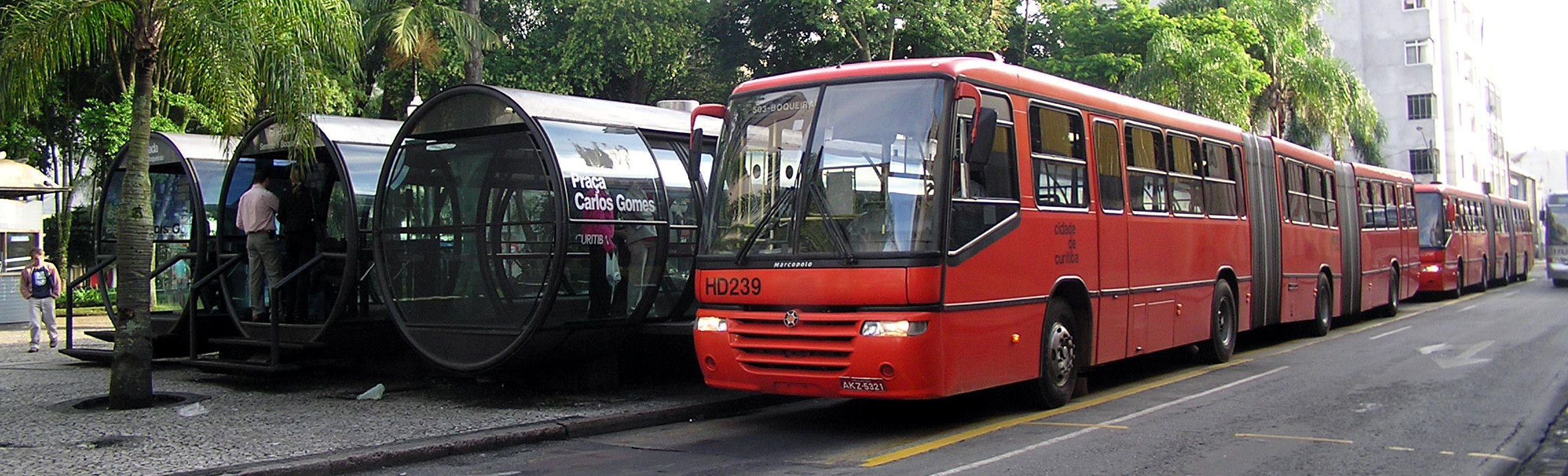
ブラジル・クリチバのBRTシステムにおける、二連節バスと、チューブ型バスストップ。

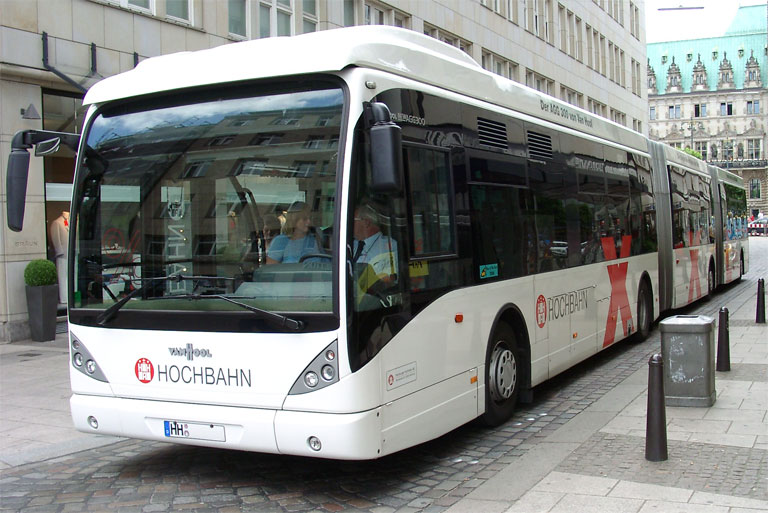
バンホール製二連節バス（ドイツ・ハンブルク）

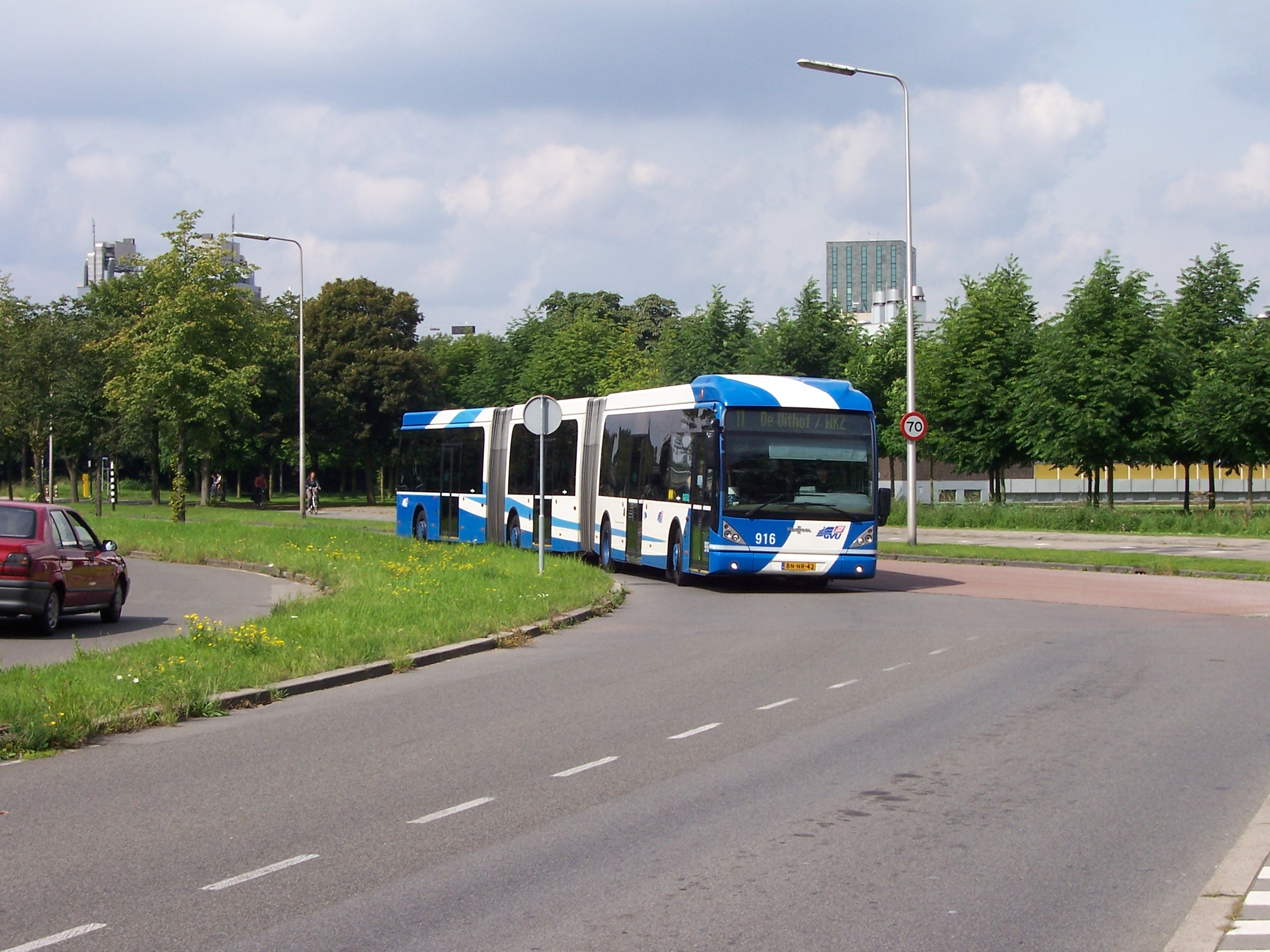
バンホール製二連節バス（オランダ・バンフール）。

二連節バス（にれんせつバス、英:Bi-articulated bus）は、連節バスの拡張形態であり3つの車体が2つの節で繋がれているものをいう（通常の連節バスは、2つの車体が1つの節で繋がれている）。こうした車両には、特別の車軸の追加が必要となる。バスの全長が長いことから、二連節バスは、通常のバス路線というよりも、高度に頻繁運転されているメインの路線や、BRT路線で用いられる傾向にある。

## 概要

### ブラジル
二連節バスを世界で最初に用いたのは、ブラジルのクリチバである。ボルボ製の車台と、マルコポーロS.A.社製のボディーによるもので、1992年に運転を開始し、270人の乗客を運ぶことができるものだった。二連節バス1編成につき5ドアで構成されており、乗客が迅速に乗降することができるようになっている。このバスは、ほかのクリチバのバス路線とともにチューブ型バス停の最初の使用例である。
これらの駅では、乗客は、前払いで運賃を払いそのまま水平移動で乗車することができる。そのため、クリチバのバスシステムは、地下鉄と比較して、より負担のない交通システムとなっているといえる。クリチバには、170台以上の二連節バスがあり、バス専用レーンのある5つの主要な道路を経由して、市内を循環している。ピーク時には平均50秒毎のフリークエンシー運転が行われている。
ブラジルのバスボディのメーカーのマルコポーロS.A.とCAIOは、ボルボ製車台の上に用いる、多くの二連節バスを作成している。これらは、現在、サンパウロとクリチバで用いられている。

### スウェーデン・ベルギー・ドイツ

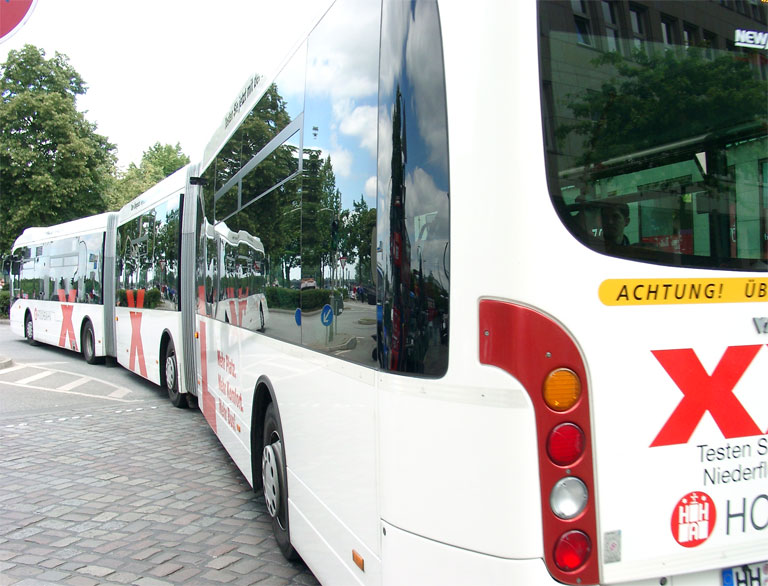
ドイツハンブルクの二連節バス

ボルボは、数台の二連節バスを作成し、現在はスウェーデンヨーテボリで用いられている。このバスは、ボルボの低床連節バス（エンジンをバス側面の床に置き、冷却装置をルーフにおくタイプのもの）をベースにしている。
ベルギーのメーカーのバンホール社は、25m（82フィート）、定員約180人の二連節バスを売り出している。2002年の9月にはオランダユトレヒト市の11,12系統（ダウンタウンの鉄道駅と、郊外にあるオフィス・大学などとを結ぶ）に15台が
投入されている。
その後さらに追加投入されている。また、このバスは、ドイツのバスのハンブルクのメトロバス5系統、およびアーヘンの5,45系統でも用いられており、こうした地域には通常の連節バスのみでは多数に上る乗客を捌ききれないという事情があるといえる。

### フランス
フランスのメーカーのルノーとユーリエは、1980年代後半に二連節・ハイフロアー型の
"Mégabus" (正式名称:the Heuliez GX237) を開発した。デモンストレーション用 Mégabusはフランス各地の交通局などに出向いたものの、結果として、この車両を発注したのは、ボルドー市にのみであった（10両が発注され、1989年製造）。このバスは、ボルドーの利用客の多い7号系統で用いられていた。しかし2004年になってこのメガバスのルート上に市電が作られたため、現在は現役を引退している。

### 中国

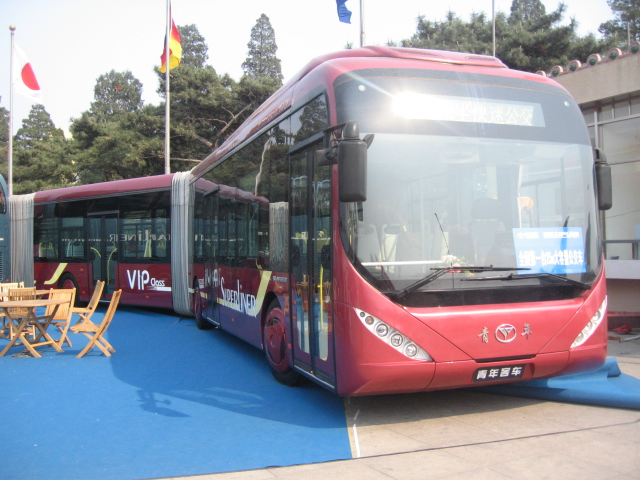
青年客車製二連節バス

中国のメーカーの浙江青年汽車 (金華ネオプラン) は、ドイツネオプラン社の協力の下で、25mの二連節バス JNP6280G を開発し、「世界最大」だと主張している。このバスは、
北京と杭州のBRT路線に用いられることになっている。
また、同じく中国メーカーのBYDは、前述の浙江青年汽車製二連節バスの長さを超える26.8mの二連節バス K12Aを開発し、コロンビアのバス輸送システムに納入予定。

## 車種
- ボルボ
  - ボルボ・Gran Artic 300（英語版）
- バンホール
  - バンホール・AGG300（英語版）
  - バンホール・ExquiCity（フランス語版）